# Kovačevac (gmina Prijepolje)
Kovačevac (cyr. Ковачевац) – wieś w Serbii, w okręgu zlatiborskim, w gminie Prijepolje. W 2011 roku liczyła 1604 mieszkańców.